# Kārtīj Kolā
Kārtīj Kolā (persiska: كَرتيج كُلا, Kartīj Kolā, كارتيج كلا) är en ort i Iran.   Den ligger i provinsen Mazandaran, i den norra delen av landet, 160 km nordost om huvudstaden Teheran. Antalet invånare är 504.
Terrängen runt Kārtīj Kolā är platt. Runt Kārtīj Kolā är det tätbefolkat, med 790 invånare per kvadratkilometer. Närmaste större samhälle är Babol, 13,4 km väster om Kārtīj Kolā. Trakten runt Kārtīj Kolā består till största delen av jordbruksmark.